# Chris Bartley
Chris Bartley, född den 2 februari 1984 i Wrexham i Storbritannien, är en brittisk roddare.
Han tog OS-silver i lättvikts-fyra utan styrman i samband med de olympiska roddtävlingarna 2012 i London.